# Thomas Rayner Dawson
Thomas Rayner Dawson (Leeds, 28 novembre 1889 – Londra, 16 dicembre 1951) è stato un compositore di scacchi britannico.
Si laureò in chimica all'Università di Leeds nel 1913. Compose il suo primo studio nel 1905 e il primo problema, un diretto in due mosse, nel 1907. Nella sua lunga carriera ha composto 532 problemi « Fairy » (con pezzi eterodossi), 885 problemi diretti (soprattutto in tre mosse) e circa 200 studi. Ottenne 120 premiazioni e 211 riconoscimenti.
Dawson inventò diversi pezzi eterodossi, tra cui il grillo e il nottambulo, che sono oggi i più usati nella composizione di problemi eterodossi.
Nel 1922 fondò la rivista The Problemist, organo ufficiale della British Chess Problem Society, di cui fu redattore capo fino al 1931, quando la direzione passò a Cyril Stanley Kipping. Nel 1930 fondò la Fairy Chess Review. Dal 1931 fino alla morte fu redattore della rublica problemistica del British Chess Magazine. Fu redattore per un certo tempo della sezione « bizzarrie » delle riviste italiane L'Eco degli Scacchi e L'Alfiere di Re.
Era un esperto di fama mondiale nel campo della gomma, membro del consiglio direttivo della British Rubber Society, della quale fu per molto tempo direttore della sezione di Londra. Scrisse diversi articoli tecnici e di mercato sull'industria della gomma, e l'articolo «Rubber» della Chambers Encyclopaedia.
Un suo studio composto all'età di 16 anni:
|   | a | b | c | d | e | f | g | h |   |
| 8 | a8 re del nero · a7 pedone del bianco · e7 pedone del nero · a6 re del bianco · b6 pedone del nero · h6 pedone del bianco · a5 alfiere del nero · f5 pedone del bianco · a4 pedone del bianco · c4 pedone del nero · d3 pedone del nero · c2 alfiere del bianco · a1 torre del nero | a8 re del nero · a7 pedone del bianco · e7 pedone del nero · a6 re del bianco · b6 pedone del nero · h6 pedone del bianco · a5 alfiere del nero · f5 pedone del bianco · a4 pedone del bianco · c4 pedone del nero · d3 pedone del nero · c2 alfiere del bianco · a1 torre del nero | a8 re del nero · a7 pedone del bianco · e7 pedone del nero · a6 re del bianco · b6 pedone del nero · h6 pedone del bianco · a5 alfiere del nero · f5 pedone del bianco · a4 pedone del bianco · c4 pedone del nero · d3 pedone del nero · c2 alfiere del bianco · a1 torre del nero | a8 re del nero · a7 pedone del bianco · e7 pedone del nero · a6 re del bianco · b6 pedone del nero · h6 pedone del bianco · a5 alfiere del nero · f5 pedone del bianco · a4 pedone del bianco · c4 pedone del nero · d3 pedone del nero · c2 alfiere del bianco · a1 torre del nero | a8 re del nero · a7 pedone del bianco · e7 pedone del nero · a6 re del bianco · b6 pedone del nero · h6 pedone del bianco · a5 alfiere del nero · f5 pedone del bianco · a4 pedone del bianco · c4 pedone del nero · d3 pedone del nero · c2 alfiere del bianco · a1 torre del nero | a8 re del nero · a7 pedone del bianco · e7 pedone del nero · a6 re del bianco · b6 pedone del nero · h6 pedone del bianco · a5 alfiere del nero · f5 pedone del bianco · a4 pedone del bianco · c4 pedone del nero · d3 pedone del nero · c2 alfiere del bianco · a1 torre del nero | a8 re del nero · a7 pedone del bianco · e7 pedone del nero · a6 re del bianco · b6 pedone del nero · h6 pedone del bianco · a5 alfiere del nero · f5 pedone del bianco · a4 pedone del bianco · c4 pedone del nero · d3 pedone del nero · c2 alfiere del bianco · a1 torre del nero | a8 re del nero · a7 pedone del bianco · e7 pedone del nero · a6 re del bianco · b6 pedone del nero · h6 pedone del bianco · a5 alfiere del nero · f5 pedone del bianco · a4 pedone del bianco · c4 pedone del nero · d3 pedone del nero · c2 alfiere del bianco · a1 torre del nero | 8 |
| 7 | a8 re del nero · a7 pedone del bianco · e7 pedone del nero · a6 re del bianco · b6 pedone del nero · h6 pedone del bianco · a5 alfiere del nero · f5 pedone del bianco · a4 pedone del bianco · c4 pedone del nero · d3 pedone del nero · c2 alfiere del bianco · a1 torre del nero | a8 re del nero · a7 pedone del bianco · e7 pedone del nero · a6 re del bianco · b6 pedone del nero · h6 pedone del bianco · a5 alfiere del nero · f5 pedone del bianco · a4 pedone del bianco · c4 pedone del nero · d3 pedone del nero · c2 alfiere del bianco · a1 torre del nero | a8 re del nero · a7 pedone del bianco · e7 pedone del nero · a6 re del bianco · b6 pedone del nero · h6 pedone del bianco · a5 alfiere del nero · f5 pedone del bianco · a4 pedone del bianco · c4 pedone del nero · d3 pedone del nero · c2 alfiere del bianco · a1 torre del nero | a8 re del nero · a7 pedone del bianco · e7 pedone del nero · a6 re del bianco · b6 pedone del nero · h6 pedone del bianco · a5 alfiere del nero · f5 pedone del bianco · a4 pedone del bianco · c4 pedone del nero · d3 pedone del nero · c2 alfiere del bianco · a1 torre del nero | a8 re del nero · a7 pedone del bianco · e7 pedone del nero · a6 re del bianco · b6 pedone del nero · h6 pedone del bianco · a5 alfiere del nero · f5 pedone del bianco · a4 pedone del bianco · c4 pedone del nero · d3 pedone del nero · c2 alfiere del bianco · a1 torre del nero | a8 re del nero · a7 pedone del bianco · e7 pedone del nero · a6 re del bianco · b6 pedone del nero · h6 pedone del bianco · a5 alfiere del nero · f5 pedone del bianco · a4 pedone del bianco · c4 pedone del nero · d3 pedone del nero · c2 alfiere del bianco · a1 torre del nero | a8 re del nero · a7 pedone del bianco · e7 pedone del nero · a6 re del bianco · b6 pedone del nero · h6 pedone del bianco · a5 alfiere del nero · f5 pedone del bianco · a4 pedone del bianco · c4 pedone del nero · d3 pedone del nero · c2 alfiere del bianco · a1 torre del nero | a8 re del nero · a7 pedone del bianco · e7 pedone del nero · a6 re del bianco · b6 pedone del nero · h6 pedone del bianco · a5 alfiere del nero · f5 pedone del bianco · a4 pedone del bianco · c4 pedone del nero · d3 pedone del nero · c2 alfiere del bianco · a1 torre del nero | 7 |
| 6 | a8 re del nero · a7 pedone del bianco · e7 pedone del nero · a6 re del bianco · b6 pedone del nero · h6 pedone del bianco · a5 alfiere del nero · f5 pedone del bianco · a4 pedone del bianco · c4 pedone del nero · d3 pedone del nero · c2 alfiere del bianco · a1 torre del nero | a8 re del nero · a7 pedone del bianco · e7 pedone del nero · a6 re del bianco · b6 pedone del nero · h6 pedone del bianco · a5 alfiere del nero · f5 pedone del bianco · a4 pedone del bianco · c4 pedone del nero · d3 pedone del nero · c2 alfiere del bianco · a1 torre del nero | a8 re del nero · a7 pedone del bianco · e7 pedone del nero · a6 re del bianco · b6 pedone del nero · h6 pedone del bianco · a5 alfiere del nero · f5 pedone del bianco · a4 pedone del bianco · c4 pedone del nero · d3 pedone del nero · c2 alfiere del bianco · a1 torre del nero | a8 re del nero · a7 pedone del bianco · e7 pedone del nero · a6 re del bianco · b6 pedone del nero · h6 pedone del bianco · a5 alfiere del nero · f5 pedone del bianco · a4 pedone del bianco · c4 pedone del nero · d3 pedone del nero · c2 alfiere del bianco · a1 torre del nero | a8 re del nero · a7 pedone del bianco · e7 pedone del nero · a6 re del bianco · b6 pedone del nero · h6 pedone del bianco · a5 alfiere del nero · f5 pedone del bianco · a4 pedone del bianco · c4 pedone del nero · d3 pedone del nero · c2 alfiere del bianco · a1 torre del nero | a8 re del nero · a7 pedone del bianco · e7 pedone del nero · a6 re del bianco · b6 pedone del nero · h6 pedone del bianco · a5 alfiere del nero · f5 pedone del bianco · a4 pedone del bianco · c4 pedone del nero · d3 pedone del nero · c2 alfiere del bianco · a1 torre del nero | a8 re del nero · a7 pedone del bianco · e7 pedone del nero · a6 re del bianco · b6 pedone del nero · h6 pedone del bianco · a5 alfiere del nero · f5 pedone del bianco · a4 pedone del bianco · c4 pedone del nero · d3 pedone del nero · c2 alfiere del bianco · a1 torre del nero | a8 re del nero · a7 pedone del bianco · e7 pedone del nero · a6 re del bianco · b6 pedone del nero · h6 pedone del bianco · a5 alfiere del nero · f5 pedone del bianco · a4 pedone del bianco · c4 pedone del nero · d3 pedone del nero · c2 alfiere del bianco · a1 torre del nero | 6 |
| 5 | a8 re del nero · a7 pedone del bianco · e7 pedone del nero · a6 re del bianco · b6 pedone del nero · h6 pedone del bianco · a5 alfiere del nero · f5 pedone del bianco · a4 pedone del bianco · c4 pedone del nero · d3 pedone del nero · c2 alfiere del bianco · a1 torre del nero | a8 re del nero · a7 pedone del bianco · e7 pedone del nero · a6 re del bianco · b6 pedone del nero · h6 pedone del bianco · a5 alfiere del nero · f5 pedone del bianco · a4 pedone del bianco · c4 pedone del nero · d3 pedone del nero · c2 alfiere del bianco · a1 torre del nero | a8 re del nero · a7 pedone del bianco · e7 pedone del nero · a6 re del bianco · b6 pedone del nero · h6 pedone del bianco · a5 alfiere del nero · f5 pedone del bianco · a4 pedone del bianco · c4 pedone del nero · d3 pedone del nero · c2 alfiere del bianco · a1 torre del nero | a8 re del nero · a7 pedone del bianco · e7 pedone del nero · a6 re del bianco · b6 pedone del nero · h6 pedone del bianco · a5 alfiere del nero · f5 pedone del bianco · a4 pedone del bianco · c4 pedone del nero · d3 pedone del nero · c2 alfiere del bianco · a1 torre del nero | a8 re del nero · a7 pedone del bianco · e7 pedone del nero · a6 re del bianco · b6 pedone del nero · h6 pedone del bianco · a5 alfiere del nero · f5 pedone del bianco · a4 pedone del bianco · c4 pedone del nero · d3 pedone del nero · c2 alfiere del bianco · a1 torre del nero | a8 re del nero · a7 pedone del bianco · e7 pedone del nero · a6 re del bianco · b6 pedone del nero · h6 pedone del bianco · a5 alfiere del nero · f5 pedone del bianco · a4 pedone del bianco · c4 pedone del nero · d3 pedone del nero · c2 alfiere del bianco · a1 torre del nero | a8 re del nero · a7 pedone del bianco · e7 pedone del nero · a6 re del bianco · b6 pedone del nero · h6 pedone del bianco · a5 alfiere del nero · f5 pedone del bianco · a4 pedone del bianco · c4 pedone del nero · d3 pedone del nero · c2 alfiere del bianco · a1 torre del nero | a8 re del nero · a7 pedone del bianco · e7 pedone del nero · a6 re del bianco · b6 pedone del nero · h6 pedone del bianco · a5 alfiere del nero · f5 pedone del bianco · a4 pedone del bianco · c4 pedone del nero · d3 pedone del nero · c2 alfiere del bianco · a1 torre del nero | 5 |
| 4 | a8 re del nero · a7 pedone del bianco · e7 pedone del nero · a6 re del bianco · b6 pedone del nero · h6 pedone del bianco · a5 alfiere del nero · f5 pedone del bianco · a4 pedone del bianco · c4 pedone del nero · d3 pedone del nero · c2 alfiere del bianco · a1 torre del nero | a8 re del nero · a7 pedone del bianco · e7 pedone del nero · a6 re del bianco · b6 pedone del nero · h6 pedone del bianco · a5 alfiere del nero · f5 pedone del bianco · a4 pedone del bianco · c4 pedone del nero · d3 pedone del nero · c2 alfiere del bianco · a1 torre del nero | a8 re del nero · a7 pedone del bianco · e7 pedone del nero · a6 re del bianco · b6 pedone del nero · h6 pedone del bianco · a5 alfiere del nero · f5 pedone del bianco · a4 pedone del bianco · c4 pedone del nero · d3 pedone del nero · c2 alfiere del bianco · a1 torre del nero | a8 re del nero · a7 pedone del bianco · e7 pedone del nero · a6 re del bianco · b6 pedone del nero · h6 pedone del bianco · a5 alfiere del nero · f5 pedone del bianco · a4 pedone del bianco · c4 pedone del nero · d3 pedone del nero · c2 alfiere del bianco · a1 torre del nero | a8 re del nero · a7 pedone del bianco · e7 pedone del nero · a6 re del bianco · b6 pedone del nero · h6 pedone del bianco · a5 alfiere del nero · f5 pedone del bianco · a4 pedone del bianco · c4 pedone del nero · d3 pedone del nero · c2 alfiere del bianco · a1 torre del nero | a8 re del nero · a7 pedone del bianco · e7 pedone del nero · a6 re del bianco · b6 pedone del nero · h6 pedone del bianco · a5 alfiere del nero · f5 pedone del bianco · a4 pedone del bianco · c4 pedone del nero · d3 pedone del nero · c2 alfiere del bianco · a1 torre del nero | a8 re del nero · a7 pedone del bianco · e7 pedone del nero · a6 re del bianco · b6 pedone del nero · h6 pedone del bianco · a5 alfiere del nero · f5 pedone del bianco · a4 pedone del bianco · c4 pedone del nero · d3 pedone del nero · c2 alfiere del bianco · a1 torre del nero | a8 re del nero · a7 pedone del bianco · e7 pedone del nero · a6 re del bianco · b6 pedone del nero · h6 pedone del bianco · a5 alfiere del nero · f5 pedone del bianco · a4 pedone del bianco · c4 pedone del nero · d3 pedone del nero · c2 alfiere del bianco · a1 torre del nero | 4 |
| 3 | a8 re del nero · a7 pedone del bianco · e7 pedone del nero · a6 re del bianco · b6 pedone del nero · h6 pedone del bianco · a5 alfiere del nero · f5 pedone del bianco · a4 pedone del bianco · c4 pedone del nero · d3 pedone del nero · c2 alfiere del bianco · a1 torre del nero | a8 re del nero · a7 pedone del bianco · e7 pedone del nero · a6 re del bianco · b6 pedone del nero · h6 pedone del bianco · a5 alfiere del nero · f5 pedone del bianco · a4 pedone del bianco · c4 pedone del nero · d3 pedone del nero · c2 alfiere del bianco · a1 torre del nero | a8 re del nero · a7 pedone del bianco · e7 pedone del nero · a6 re del bianco · b6 pedone del nero · h6 pedone del bianco · a5 alfiere del nero · f5 pedone del bianco · a4 pedone del bianco · c4 pedone del nero · d3 pedone del nero · c2 alfiere del bianco · a1 torre del nero | a8 re del nero · a7 pedone del bianco · e7 pedone del nero · a6 re del bianco · b6 pedone del nero · h6 pedone del bianco · a5 alfiere del nero · f5 pedone del bianco · a4 pedone del bianco · c4 pedone del nero · d3 pedone del nero · c2 alfiere del bianco · a1 torre del nero | a8 re del nero · a7 pedone del bianco · e7 pedone del nero · a6 re del bianco · b6 pedone del nero · h6 pedone del bianco · a5 alfiere del nero · f5 pedone del bianco · a4 pedone del bianco · c4 pedone del nero · d3 pedone del nero · c2 alfiere del bianco · a1 torre del nero | a8 re del nero · a7 pedone del bianco · e7 pedone del nero · a6 re del bianco · b6 pedone del nero · h6 pedone del bianco · a5 alfiere del nero · f5 pedone del bianco · a4 pedone del bianco · c4 pedone del nero · d3 pedone del nero · c2 alfiere del bianco · a1 torre del nero | a8 re del nero · a7 pedone del bianco · e7 pedone del nero · a6 re del bianco · b6 pedone del nero · h6 pedone del bianco · a5 alfiere del nero · f5 pedone del bianco · a4 pedone del bianco · c4 pedone del nero · d3 pedone del nero · c2 alfiere del bianco · a1 torre del nero | a8 re del nero · a7 pedone del bianco · e7 pedone del nero · a6 re del bianco · b6 pedone del nero · h6 pedone del bianco · a5 alfiere del nero · f5 pedone del bianco · a4 pedone del bianco · c4 pedone del nero · d3 pedone del nero · c2 alfiere del bianco · a1 torre del nero | 3 |
| 2 | a8 re del nero · a7 pedone del bianco · e7 pedone del nero · a6 re del bianco · b6 pedone del nero · h6 pedone del bianco · a5 alfiere del nero · f5 pedone del bianco · a4 pedone del bianco · c4 pedone del nero · d3 pedone del nero · c2 alfiere del bianco · a1 torre del nero | a8 re del nero · a7 pedone del bianco · e7 pedone del nero · a6 re del bianco · b6 pedone del nero · h6 pedone del bianco · a5 alfiere del nero · f5 pedone del bianco · a4 pedone del bianco · c4 pedone del nero · d3 pedone del nero · c2 alfiere del bianco · a1 torre del nero | a8 re del nero · a7 pedone del bianco · e7 pedone del nero · a6 re del bianco · b6 pedone del nero · h6 pedone del bianco · a5 alfiere del nero · f5 pedone del bianco · a4 pedone del bianco · c4 pedone del nero · d3 pedone del nero · c2 alfiere del bianco · a1 torre del nero | a8 re del nero · a7 pedone del bianco · e7 pedone del nero · a6 re del bianco · b6 pedone del nero · h6 pedone del bianco · a5 alfiere del nero · f5 pedone del bianco · a4 pedone del bianco · c4 pedone del nero · d3 pedone del nero · c2 alfiere del bianco · a1 torre del nero | a8 re del nero · a7 pedone del bianco · e7 pedone del nero · a6 re del bianco · b6 pedone del nero · h6 pedone del bianco · a5 alfiere del nero · f5 pedone del bianco · a4 pedone del bianco · c4 pedone del nero · d3 pedone del nero · c2 alfiere del bianco · a1 torre del nero | a8 re del nero · a7 pedone del bianco · e7 pedone del nero · a6 re del bianco · b6 pedone del nero · h6 pedone del bianco · a5 alfiere del nero · f5 pedone del bianco · a4 pedone del bianco · c4 pedone del nero · d3 pedone del nero · c2 alfiere del bianco · a1 torre del nero | a8 re del nero · a7 pedone del bianco · e7 pedone del nero · a6 re del bianco · b6 pedone del nero · h6 pedone del bianco · a5 alfiere del nero · f5 pedone del bianco · a4 pedone del bianco · c4 pedone del nero · d3 pedone del nero · c2 alfiere del bianco · a1 torre del nero | a8 re del nero · a7 pedone del bianco · e7 pedone del nero · a6 re del bianco · b6 pedone del nero · h6 pedone del bianco · a5 alfiere del nero · f5 pedone del bianco · a4 pedone del bianco · c4 pedone del nero · d3 pedone del nero · c2 alfiere del bianco · a1 torre del nero | 2 |
| 1 | a8 re del nero · a7 pedone del bianco · e7 pedone del nero · a6 re del bianco · b6 pedone del nero · h6 pedone del bianco · a5 alfiere del nero · f5 pedone del bianco · a4 pedone del bianco · c4 pedone del nero · d3 pedone del nero · c2 alfiere del bianco · a1 torre del nero | a8 re del nero · a7 pedone del bianco · e7 pedone del nero · a6 re del bianco · b6 pedone del nero · h6 pedone del bianco · a5 alfiere del nero · f5 pedone del bianco · a4 pedone del bianco · c4 pedone del nero · d3 pedone del nero · c2 alfiere del bianco · a1 torre del nero | a8 re del nero · a7 pedone del bianco · e7 pedone del nero · a6 re del bianco · b6 pedone del nero · h6 pedone del bianco · a5 alfiere del nero · f5 pedone del bianco · a4 pedone del bianco · c4 pedone del nero · d3 pedone del nero · c2 alfiere del bianco · a1 torre del nero | a8 re del nero · a7 pedone del bianco · e7 pedone del nero · a6 re del bianco · b6 pedone del nero · h6 pedone del bianco · a5 alfiere del nero · f5 pedone del bianco · a4 pedone del bianco · c4 pedone del nero · d3 pedone del nero · c2 alfiere del bianco · a1 torre del nero | a8 re del nero · a7 pedone del bianco · e7 pedone del nero · a6 re del bianco · b6 pedone del nero · h6 pedone del bianco · a5 alfiere del nero · f5 pedone del bianco · a4 pedone del bianco · c4 pedone del nero · d3 pedone del nero · c2 alfiere del bianco · a1 torre del nero | a8 re del nero · a7 pedone del bianco · e7 pedone del nero · a6 re del bianco · b6 pedone del nero · h6 pedone del bianco · a5 alfiere del nero · f5 pedone del bianco · a4 pedone del bianco · c4 pedone del nero · d3 pedone del nero · c2 alfiere del bianco · a1 torre del nero | a8 re del nero · a7 pedone del bianco · e7 pedone del nero · a6 re del bianco · b6 pedone del nero · h6 pedone del bianco · a5 alfiere del nero · f5 pedone del bianco · a4 pedone del bianco · c4 pedone del nero · d3 pedone del nero · c2 alfiere del bianco · a1 torre del nero | a8 re del nero · a7 pedone del bianco · e7 pedone del nero · a6 re del bianco · b6 pedone del nero · h6 pedone del bianco · a5 alfiere del nero · f5 pedone del bianco · a4 pedone del bianco · c4 pedone del nero · d3 pedone del nero · c2 alfiere del bianco · a1 torre del nero | 1 |
|   | a | b | c | d | e | f | g | h |   |

## Opere
Dawson scrisse molti libri e articoli sui problemi, specialmente sui Fairy (bizzarrie), tra cui:
- Caissa's Playthings - serie di articoli sul Cheltenham Examiner, 1913
- Retrograde Analysis (con W. Hunsdorfer), 1915
- Fata Morgana (con Birgfeld, Nanz, Massmann e Pauly), 1922
- Asymmetry (con W. Pauly), 1928
- Seventy Five Retros, 1928
- Caissa's Wild Roses, 1935
- C. M. Fox, His Problems, 1936
- Caissa's Wild Roses in Clusters, 1937
- Ultimate Themes, 1938
- Caissa's Fairy Tales, 1947

Gli ultimi cinque titoli sono stati raccolti nel libro Five Classics of Fairy Chess, Dover Publications, 1973